# Zakłady Naprawcze Taboru Kolejowego i Miejskiego
Zakłady Naprawcze Taboru Kolejowego i Miejskiego Sp. z o.o. – zlokalizowane na Wyspie Portowej w Gdańsku przedsiębiorstwo, specjalizujące się m.in. w naprawie taboru szynowego (lokomotywy elektryczne, spalinowe, wagony towarowe) i podzespołów do pojazdów szynowych.

## Historia

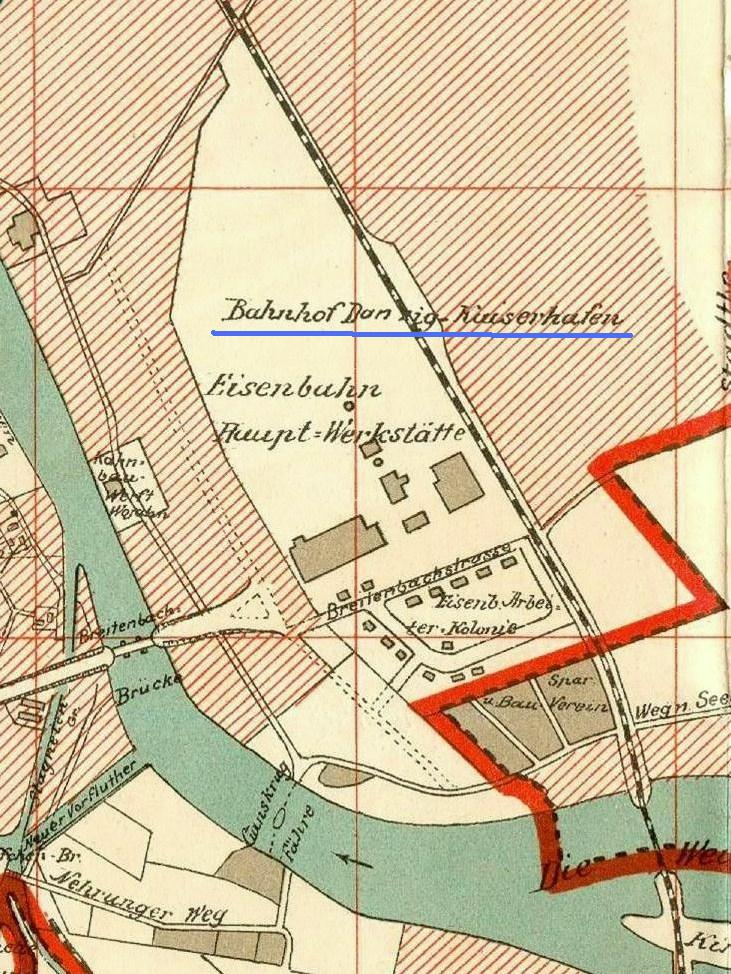
Zakłady na planie z 1912

Zakłady powstały w 1910 jako Eisenbahn-Hauptwerkstatt Danzig-Troyl (Główny Warsztat Kolejowy Gdańsk-Trojan), w skrócie: EHW Danzig-Troyl. Zakłady wyposażono w największe na Pomorzu Gdańskim hale przemysłowe – np. hala napraw wagonów ma rozmiary 251×103 m, zaś napraw lokomotyw ok. 166×102 m.
Po zakończeniu I wojny światowej, na mocy artykułu nr 107 traktatu wersalskiego, w 1922 zakłady wraz z dawną Stocznią Cesarską w Gdańsku przekazano na 50 lat w bezpłatną dzierżawę nowo utworzonej międzynarodowej spółce International Shipbuilding & Engineering Co Ltd, używającej też nazwy Danziger Werft und Eisenwerkstatten AG z 20% udziałem kapitału polskiego (reprezentowanym przez Bank Handlowy w Warszawie), 20% Wolnego Miasta Gdańska (Danziger Privat AG), 30% Wielkiej Brytanii (fabrykę wagonów Cravens Ltd) i 30% Francji (Gdańską Grupę Przemysłową Groupement Industriel pour Danzig).
W okresie II wojny światowej zakładami (Reichsbahnausbesserungswerk) zarządzała Deutsche Reichsbahn.
Po przyłączeniu do Polski w 1945 zakłady nosiły nazwę Warsztatów Głównych Gdańsk-Trojan, Warsztatów Kolejowych PKP, od 1952 Zakładów Naprawczych Taboru Kolejowego. Pierwszym dyrektorem był w 1945 r. Aleksander Bader. Był okres, w którym zakłady zatrudniały ponad 3000 pracowników. Przez pewien czas zakładom podlegał też ZNTK w Słupsku (po 1967 i przed 1997 r.).

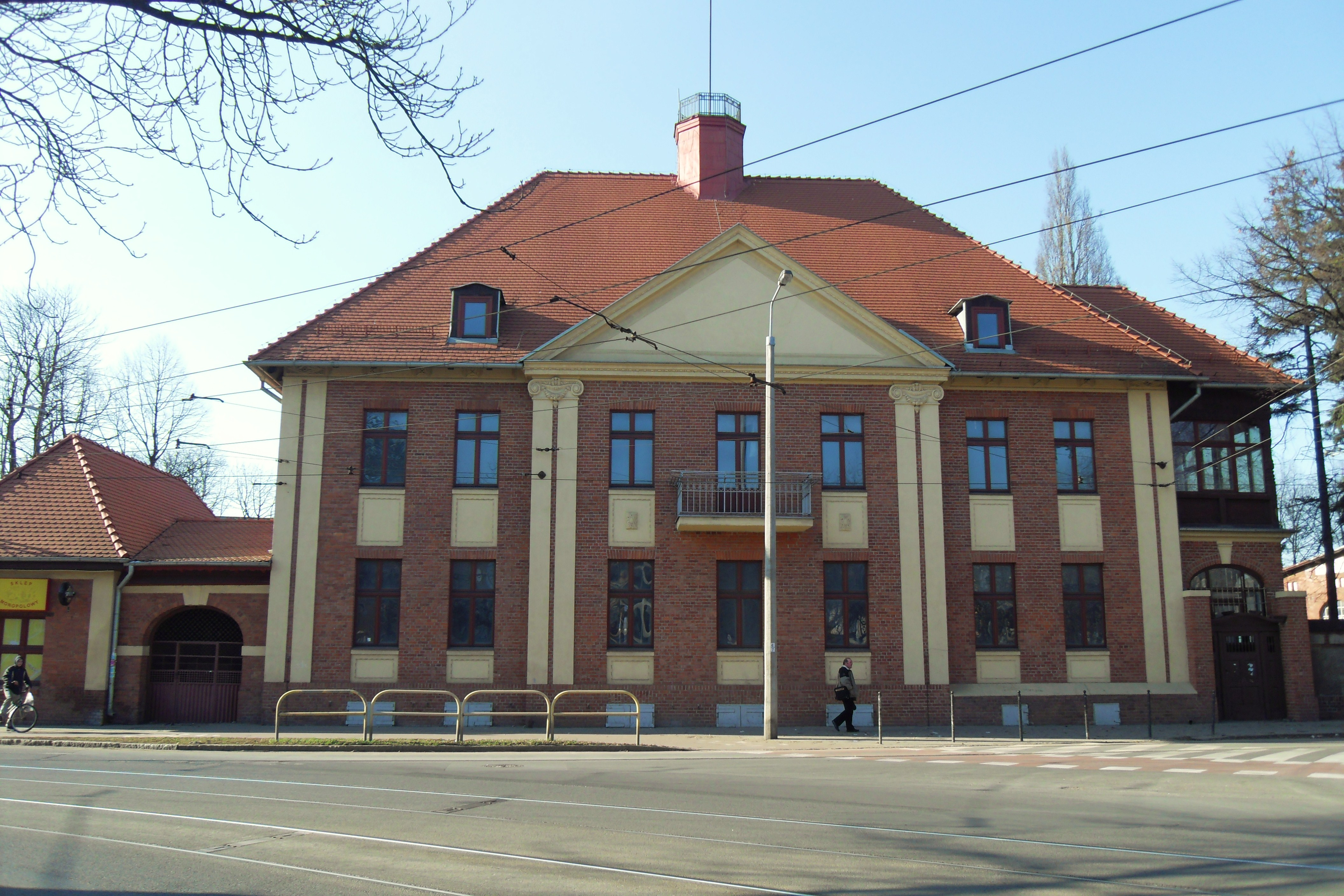
ZNTKiM w Gdańsku

Na potrzeby powstającej Szybkiej Kolei Miejskiej w Trójmieście, początkowo ZNTK Lubań (1948–1955, 48 szt.), następnie ZNTK Gdańsk (1957–1963, 32 szt.) adaptowały, zmieniając ich zasilanie pozostawione przez władze niemieckie w zakładach naprawy w Lubaniu (Reichsbahnausbesserungswerk Lauban), wagony berlińskiej S-Bahn, dawne 800-woltowe jednostki EW90, EW91, EW92.
Naprawy taboru odbywały się jedynie w jednej hali, zaś pozostałą powierzchnię dzierżawiło cały szereg firm, m.in. producent jachtów, firmy zajmujące się scenografią, ratownictwem medycznym, nagłaśnianiem imprez masowych oraz operator rowerów miejskich MEVO.
5 lutego 2025 doszło do pożaru zabytkowych hal, w tym m.in. przechowywanych w nich na czas zimy około 1500 rowerów Mevo.

## Budynki warsztatów
Budynki zakładu zostały wpisane jest do rejestru zabytków pod nr rej.: A-11734
Zlokalizowane przy ul. Siennickiej warsztaty kolejowe ZNTK, które powstały w latach 1910–1920, zostały wpisane do rejestru zabytków w 2002 roku. Ochronie podlegają hale napraw lokomotyw i wagonów, kuźnie, wieża ciśnień, kotłownia, portiernia, budynek dyrekcji, stołówka, sklep zakładowy oraz mur z bramami i kioskiem.